# Caersws F.C.
Caersws F.C. (wal. Clwb Pêl-droed Caersws) - walijski klub piłkarski z siedzibą w mieście Caersws.

## Historia
Chronologia nazw:
- 1887—1974: Caersws Amateurs F.C.
- od 1974: Caersws F.C.

Klub został założony w 1887 roku jako Caersws Amateurs F.C.. Początkowo brał udział w niższych ligach. Pierwszy sukces przyszedł dopiero w 1960, kiedy to wygrał Mid-Wales League. Powtórzył ten sukces w sezonach 1960/61 i 1962/63, a także wystąpił w czterech finałach Amatorskiego Pucharu Walii, zdobywając Puchar w 1961. W 1989 roku po raz drugi zdobył ten Puchar (który został przemianowany na Welsh Intermediate Cup). W 1974 pozbył się statusu klubu amatorskiego i zmienił nazwę na Caersws F.C.. W lidze ponownie zdobył tytuł mistrzowski w 1978 roku, potem kolejne cztery ligowe mistrzostwa, a w 1990 roku został zaproszony do członkostwa w Cymru Alliance. W 1992 roku stał się członkiem założycielem Welsh Premier League.
Klub trzykrotnie zdobył Puchar Ligi Walijskiej w 2001, 2002 i 2007. W 2002 występował w Pucharze Intertoto z bułgarskim Marek Dupnica. W 2010 spadł z Welsh Premier League.

## Sukcesy
- Mistrzostwo Walii:
  - 4.miejsce (1): 2002
- Puchar Walii:
  - półfinalista (1): 2004
- Puchar Ligi Walijskiej:
  - zdobywca (3): 2001, 2002, 2007
  - finalista (2): 1993, 1999
- FAW Trophy:
  - zdobywca (2): 1961, 1989
  - finalista (5): 1953, 1963, 1964, 1984, 1992

## Stadion
Stadion Recreation Ground może pomieścić 4000 widzów.

## Europejskie puchary
Legenda do wszystkich tabel:
- Q – runda eliminacyjna, 1/16, 1/8, 1/4, 1/2 – odpowiednia faza rozgrywek, Grupa – runda grupowa, 1r gr – pierwsza runda grupowa, 2r gr – druga runda grupowa, F – finał, R – runda, PO – play-off
- k. – rzuty karne, los. – losowanie, Dogr. – dogrywka, w. – zasada bramek strzelonych na wyjeździe

| Sezon | Rozgrywki        | Runda | Przeciwnik    | Dom | Wyjazd | Ogólnie |
| ----- | ---------------- | ----- | ------------- | --- | ------ | ------- |
| 2002  | Puchar Intertoto | 1R    | Marek Dupnica | 1–1 | 0–2    | 1–3     |